# Saskatchewan (fiume)
Il Saskatchewan è un fiume del Canada lungo 547 km.
Nasce dalla confluenza di due fiumi: il North Saskatchewan e il South Saskatchewan, che si incontrano nella provincia di Saskatchewan; scorre verso est attraversando il Manitoba, fino a sfociare nel Cedar Lake.
Il North Saskatchewan (1287 km) nasce nell'Alberta sudoccidentale, sulle Montagne Rocciose, dal ghiacciaio Columbia; è orientato verso est e tocca le città di Edmonton in Alberta e Prince Albert nel Saskatchewan.
Il South Saskatchewan (1.392 km) è formato a sua volta dalla confluenza di due fiumi, il Bow e l'Oldman, che si incontrano nella parte sud dell'Alberta; scorre in direzione nord-est e tocca le città di Medicine Hat (Alberta) e Saskatoon (Saskatchewan).
Ha un bacino di 335.900 km2, ed una portata di circa 700 m³/s.